# Adriana Astorquiza
Adriana Astorquiza Bueno (Cali, 3 giugno 1957) è un'ex cestista colombiana.

## Carriera
Con la Colombia ha disputato i Campionati mondiali del 1975.